# Giuseppe Ferrigni
Giuseppe Ferrigni, nobile iscritto ai Registri della nobiltà del Regno di Napoli per esecuzione della regal Prammatica del 25 aprile 1800: gode del nobile "sedile chiuso della città di Bari" (Napoli, 27 luglio 1797 – Torino, 30 dicembre 1864), è stato un magistrato e politico italiano.

## Biografia
Figlio di un avvocato compie gli studi giuridici ed esercita a sua volta la professione forense. Dopo i moti del 1820-21 fonda La minerva napolitana, periodico schierato a favore del costituzionalismo napoletano, chiuso dopo l'intervento restauratore della Santa Alleanza. La reazione borbonica gli risparmia l'esilio grazie ai buoni uffici di suo padre ma continua a mantenere i contatti con gli esuli. Appassionato di studi storici e letterari dopo il matrimonio con Enrichetta Ranieri (sorella del deputato Antonio) apre la sua casa ad artisti, poeti e letterati, ospitando la migliore intellettualità partenopea. 
La salita al trono di Ferdinando II di Borbone suscita intanto nuove speranze nei circoli liberali moderati, alimentate dallo stesso sovrano con la remissione dell'esilio a molti condannati politici, e il gruppo che si riunisce nella sua casa trova nuove idee e un rinnovato entusiasmo dall'esperienza dei cospiratori e dalle conoscenze accumulate durante la lontananza. È di questo periodo la fondazione della rivista Il Progresso delle scienze, delle lettere e delle arti, cui collabora in modo attivo ed entusiasta.
Nel 1838 viene nominato procuratore del re a Palermo, nel 1846 è supplente nella Gran Corte dei conti per essere poi trasferito alla Gran Corte civile di Napoli. Con lo stravolgimento operato dai moti del 1848, dopo la concessione della costituzione da parte di Re Ferdinando II, viene formato un primo governo liberale e Ferrigni viene nominato consigliere della Corte suprema di giustizia di Napoli. Col secondo governo presieduto da Giovanni Maresca Donnorso di Serracapriola è coadiutore del ministro di Grazia e Giustizia Aurelio Saliceti, del quale condivide pienamente il programma di riforma, ma il gabinetto cade a causa dell'imposizione reale di una legge contro gli assembramenti. Rifiutata la carica di ministro di Grazia e Giustizia nel governo di Carlo Troya si dedica al lavoro di redazione dei testi legislativi nelle commissioni per la riforma delle leggi di procedura civile e commerciale e per l'istituzione delle casse di risparmio e della commissione provvisoria di pubblica istruzione. 
Con l'inizio della repressione anticostituzionale Ferdinando II preferisce liberarsene e lo nomina motu proprio presidente della corte civile di Trani. Il Ferrigni la rifiuta e ciò consente al sovrano di destituirlo da ogni incarico. Si mette in disparte rispetto alla vita politica, esercitando la professione di avvocato, fino al 1859, quando aderisce al Comitato dell'ordine presieduto da Silvio Spaventa, adesione che gli vale qualche giorno di carcere. Caduta Palermo (25 giugno 1860 Francesco II emette un atto sovrano che annuncia il ripristino della costituzione e la formazione di un nuovo governo moderato, nel quale gli propone il ministero della giustizia, ma la proposta viene respinta in quanto è ormai risaputo che la fine del Regno delle Due Sicilie è solo questione di tempo. Entrato Garibaldi a Napoli è reintegrato nella magistratura ed ottiene la carica di vicepresidente della Corte di giustizia. Durante la luogotenenza di Luigi Carlo Farini è consigliere per gli affari ecclesiastici, carica che mantiene fino alla nomina a senatore.
Trasferitosi a Torino partecipa assiduamente alle sedute dell'assemblea fino alla scomparsa. 
Ferrigni è stato il fondatore dell'Ateneo di scienze morali di Napoli, ha fatto parte della Giunta dei gravami sulla Sila ed ha fatto parte delle commissioni per la riforma delle leggi riguardanti l'amministrazione della giustizia, per lo stabilimento delle Casse di risparmio, del governo della biblioteca del Real Ministero, ispettore economico-amministrativo dell'Università di Napoli e, per il Regno d'Italia, membro della Commissione coordinatrice del Codice civile